# Apodemus pallipes
Apodemus pallipes é uma espécie de roedor da família Muridae.
Pode ser encontrada nos seguintes países: Afeganistão, Índia, Irão, Nepal e Paquistão.